# Dancing Paradise
Dancing Paradise è una miniserie televisiva italiana del 1982 in tre puntate, scritta e diretta da Pupi Avati e ambientata in Emilia-Romagna. Ne fu approntata anche una versione cinematografica ridotta.

## Trama
William è il figlio del mitico batterista Dancing Paradise, originario di Budrio, che viene a trovarlo a ogni suo compleanno fino al diciottesimo. Gli anni passano e William resta ad aspettare il padre, e si dispera finché non arriva un fantasma a fargli coraggio. Il fantasma gli svela il modo per trovare suo padre. Dovrà baciare le cinque sorelle che quando si baciano gli strumenti suonano da soli e si sente un forte odore di acacia. I due eroi vanno alla ricerca delle cinque sorelle, incontrando sul loro viaggio personaggi strani, fino a raggiungere Dancing Paradise.